# 辻井和奏
辻井 和奏（つじい わかな、2004年4月9日 - ）は、日本の女子キックボクサー、ムエタイ選手。千葉県市川市出身。BRING IT ONパラエストラAKK所属。妹はキックボクサーの辻井和花。

## 経歴
小学1年生のときに両親に連れられて空手道場に入り、空手を習う。小学生時代は自宅の練習場でも6年間空手の練習に打ち込む。
2021年9月12日にRISEが開催した「RISE GIRLS POWER.5」でキックボクサーとしてプロデビュー。山本知美と対戦し、判定1-1で引き分け。
2022年2月27日にJAPAN KICKBOXING INNOVATIONが開催した「RESISTANCE-5」でMelty輝と対戦し、判定勝ち。6月26日にノーナクシン東京が開催した「スックワンキントーン to challenge」で響子JSKに判定勝ち。9月23日にムエロークが開催した「ムエローク2022 ガールズファイト」で安部纏と対戦し、判定3-0で勝利。
2023年4月に東洋大学に入学。なお、同級生にムエタイ選手の藤原乃愛がいる。6月18日にスックワンキントーン女子フライ級王座決定トーナメント準決勝で有里と対戦し、1回TKO勝利。10月22日に同級タイトルマッチで王者のKOKOZに挑戦し、判定勝ちで王座獲得。なお、同日に妹の和花もKROSS×OVERのアトム級タイトルマッチで勝利し、姉妹でチャンピオンとなった。
2024年2月27日にタイ・バンコクで開催されたRWS（ラジャダムナン・ワールドシリーズ）でペッジュンチャイと対戦し、判定勝ち。6月2日に開催された「スックワンキントーン decisive battle」でトゥン・セッペンと対戦し、2回TKO勝利。11月29日にONE Championshipがタイ・バンコクのルンピニー・スタジアムで開催した「ONE Friday Fights 89」でタンタンに判定0-3で敗北し、プロ初黒星。
2025年1月26日、スックワンキントーン女子フライ級タイトルマッチで鈴木咲耶を相手に初防衛戦を行い、判定勝ちで防衛成功。

## 戦績
| キックボクシング 戦績 | キックボクシング 戦績 | キックボクシング 戦績 | キックボクシング 戦績 | キックボクシング 戦績 | キックボクシング 戦績 | キックボクシング 戦績 |
| --------------------- | --------------------- | --------------------- | --------------------- | --------------------- | --------------------- | --------------------- |
| 10 試合               | (T)KO                 | 判定                  | その他                | 引き分け              | 無効試合              |                       |
| 8 勝                  | 2                     | 6                     | 0                     | 1                     | 0                     |                       |
| 1 敗                  | 0                     | 1                     | 0                     | 1                     | 0                     |                       |

| 勝敗 | 対戦相手         | 試合結果                        | 大会名                                                             | 開催年月日     |
| ○    | 鈴木咲耶         | 3R終了 判定3-0                  | スックワンキントーン 2025 THE FIRST 【女子フライ級タイトルマッチ】 | 2025年1月26日  |
| ×    | タンタン         | 3R終了 判定0-3                  | ONE Friday Fights 89                                               | 2024年11月29日 |
| ○    | トゥン・セッペン | 2R 1:03 TKO（顔面への右前蹴り） | スックワンキントーン decisive battle                               | 2024年6月2日   |
| ○    | ペッジュンチャイ | 3R終了 判定2-1                  | RWS                                                                | 2024年2月17日  |
| ○    | KOKOZ            | 3R終了 判定2-1                  | スックワンキントーン Aggressive 【女子フライ級タイトルマッチ】     | 2023年10月22日 |
| ○    | 有里             | 1R 1:35 KO（顔面への右前蹴り）  | スックワンキントーン decisive battle                               | 2023年6月18日  |
| ○    | 安部纏           | 5R終了 判定3-0                  | ムエローク2022 ガールズファイト                                    | 2022年9月23日  |
| ○    | 響子JSK          | 3R終了 判定3-0                  | スックワンキントーン to challenge                                  | 2022年6月26日  |
| ○    | Melty輝          | 3R終了 判定3-0                  | RESISTANCE-5                                                       | 2022年2月27日  |
| △    | 山本知美         | 3R終了 判定1-1                  | RISE GIRLS POWER.5                                                 | 2021年9月12日  |

## 獲得タイトル
- スックワンキントーン女子フライ級王者（防衛1）
- 初代JAPAN CUP 2021 女子トーナメント王者
- 2021年Amateur RISE Nova全日本女子トーナメント -57kg級優勝

## 出演

### ミュージックビデオ
- IVE「REBEL HEART」（2024年9月）[16]